# 神戸市立太山寺中学校
神戸市立太山寺中学校（こうべしりつ たいさんじちゅうがっこう）は、兵庫県神戸市西区にある公立中学校。名称の由来である太山寺は当校より約2km北にある。

## 校区
- 神戸市立太山寺小学校[1]
- 神戸市立東町小学校[1]
- 神戸市立小寺小学校[1]

## 校風
- 校訓 「強いからだ 豊かなこころ すぐれた知恵 世界にひらく眼 」

## 沿革
- 1985年（昭和60年）4月1日：神戸市立伊川谷中学校から独立し、開校。
- 1995年（平成7年）1月17日：阪神・淡路大震災が発生し、23日まで休校し、3月7日まで午前中授業。

## 部活動

### 運動部
- 野球部
- サッカー部
- 陸上競技部
- バスケットボール部
- ソフトテニス部
- 男子卓球部
- 女子バレーボール部

### 文化部
- 吹奏楽部
- 文芸部
- 放送部
- 家庭科部

## アクセス
- 学園都市駅から徒歩10分[2]